# Långtjärnen (Alsens socken, Jämtland, 705161-139094)
Långtjärnen är en sjö i Krokoms kommun i Jämtland och ingår i Indalsälvens huvudavrinningsområde.